# 황마
황마(黃麻, Corchorus capsularis)는 인도 원산의 1년생 작물로서 밭에서 재배하는데, 황마나 장삭황마의 줄기에서 채취한 섬유로 황마포를 짠다. 장삭황마보다 품질이 더 좋고 수확량도 많아 열대 각 지역에서 널리 재배하는데, 인도의 벵골 지방이 전 세계의 경작면적의 90% 이상을 차지하고 있다. 높이는 2-4m이고 줄기는 원기둥형이며 곧게 자란다. 잎은 어긋나고 길이 5-20cm, 너비 2-8cm의 장타원상 피침형이며 가장자리에 톱니가 있다. 꽃은 8-9월에 황색으로 피며 잎겨드랑이에서 5-6개씩 모여 달린다. 열매는 삭과로서 세로로 10개의 홈이 있고 겉에는 주름이 있으며 5실로 나뉘어 있는데 각 실에 10여 개의 씨가 들어 있다. 줄기에서 채취한 섬유로 포대를 짜는 데 사용하고, 씨와 잎을 약용으로 이용한다.

## 같이 보기
- 몰로키야

## 참고자료
- 이 문서에는 다음커뮤니케이션(현 카카오)에서 GFDL 또는 CC-SA 라이선스로 배포한 글로벌 세계대백과사전의 내용을 기초로 작성된 글이 포함되어 있습니다.